# 2023 în zborul spațial
Acest articol documentează evenimentele notabile și așteptate de zbor spațial în cursul anului 2023.

## Cadru general

### Astronomie și astrofizică
La 1 iulie, satelitul Euclid al Agenției Spațiale Europene (ESA) a fost lansat spre punctul L2 Soare-Pământ cu o rachetă Falcon 9. Satelitul observă galaxiile îndepărtate pentru a studia materia întunecată și energia întunecată din Universul nostru.
JAXA a lansat pe 6 septembrie telescopul spațial XRISM (X-Ray Imaging and Spectroscopy Mission) și modulul lunar SLIM.

### Explorarea Sistemului Solar
La 14 aprilie, Agenția Spațială Europeană (ESA) a lansat sonda spațială Jupiter Icy Moons Explorer (JUICE), care va explora Jupiter și cei mai mari sateliți ai săi acoperiți de gheață, după un tranzit de opt ani. De asemenea, ESA intenționează să efectueze un zbor de testare orbital al avionului spațial fără echipaj Space Rider, mai târziu în cursul anului.
ISRO a lansat cea de-a treia misiune lunară Chandrayaan-3 la 14 iulie 2023, la ora 9:05 UTC; aceasta este formată dintr-un modul de aterizare, un rover și un modul de propulsie și ar trebui să aterizeze la polul sud al Lunii la 23 august 2023.
Sonda lunară rusă Luna 25 a fost lansată la 10 august 2023, ora 23:10 UTC, de pe o rachetă Soyuz-2.1b de pe cosmodromul Vostochny. Este prima încercare rusă de a ateriza o navă spațială pe Lună de la sonda sovietică Luna 24, în 1974.
Misiunea OSIRIS-REx s-a întors pe Pământ pe 24 septembrie 2023 cu mostre colectate de la asteroidul Bennu.
La 2 septembrie, ISRO a lansat Aditya-L1 pentru a studia Soarele. NASA a lansat la 13 octombrie 2023, cu un vehicul de lansare Falcon Heavy, nava spațială Psyche, o misiune orbitală care va explora originea nucleelor planetare prin studierea asteroidului metalic 16 Psyche.
La 1 noiembrie, sonda Lucy a NASA a efectuat un survol al asteroidului 152830 Dinkinesh, dezvăluind că este o pereche binară.

### Zborul spațial uman
Un nou record pentru numărul de persoane aflate simultan în spațiu a fost atins pe 25 mai 2023. 20 de persoane se aflau simultan în spațiu, cu 11 persoane la bordul ISS, 3 pe Tiangong și 6 pe SpaceShipTwo. Cinci zile mai târziu, pe 30 mai, a fost doborât și recordul pentru numărul de persoane aflate simultan pe orbită, cu 17 persoane aflate simultan pe orbită; 6 persoane pe Tiangong de pe Shenzhou 15 și 16, 7 persoane din Expediția 69 de pe ISS, precum și 4 membri ai echipajului de pe Axiom-2, de asemenea pe ISS.

#### Turism spațial
Misiunea Axiom Mission 2, misiune cu echipaj privat către Stația Spațială Internațională, a fost lansată la 21 mai 2023 cu un Falcon 9 al SpaceX. Misiunea s-a încheiat cu întoarcerea cu succes a echipajului pe Pământ la 31 mai 2023.
Misiunea Virgin Galactic Unity 25 a avut loc la 25 mai 2023. Aceasta a fost prima misiune pentru avionul spațial suborbital VSS Unity al companiei americane Virgin Galactic din 2021. La 29 iunie 2023, Virgin Galactic a efectuat prima misiune comercială de zbor spațial suborbital, Galactic 01, cu avionul lor spațial suborbital VSS Unity. La bordul Unity se aflau trei angajați ai companiei și trei pasageri (al căror zbor fusese plătit din afara companiei) din cadrul Forțelor Aeriene italiene și al Consiliului Național de Cercetare din Italia.
La 10 august, Virgin Galactic a efectuat misiunea Galactic 02, primul zbor VSS Unity care a transportat un turiști spațiali. Astfel, turiștii din Antigua și Barbuda, Keisha Schahaff și Anastatia Mayers, devin primul duo mamă-fiică care zboară în spațiu. Misiunea Galactic 03 a zburat pe 8 septembrie, urmată de Galactic 04 pe 6 octombrie.

### Inovații rachete
La 10 ianuarie 2023, RS1 de la ABL Space Systems a avut zborul de debut, dar nu a reușit să ajungă pe orbită. La 7 martie, zborul inaugural al rachetei H3 al JAXA a fost întrerupt în timpul zborului din cauza unei probleme tehnice a motorului treptei secundare. Racheta a fost distrusă de la distanță din motive de siguranță, ceea ce a dus la pierderea satelitului de observare terestră ALOS-3.
La 23 martie, Terran 1 de la Relativity Space a avut zborul de debut. Scopul zborului, care era de a demonstra viabilitatea imprimării 3D pentru componentele structurale majore ale unei rachete, a fost atins când Terran 1 a depășit max q și a continuat să funcționeze nominal. Cu toate acestea, după separarea treptei, a doua treaptă nu a reușit să se aprindă, punând capăt misiunii.
La 2 aprilie, Tianlong-2 de la Space Pioneer a avut zborul de debut și a ajuns cu succes pe orbită. A fost prima lansare cu succes a unei rachete chineze cu combustibil lichid, finanțată din privat. Space Pioneer este prima companie privată care a ajuns pe orbită la prima sa încercare folosind o rachetă alimentată complet cu combustibil lichid.
La 20 aprilie, nava spațială Starship a SpaceX a avut primul zbor de testare, urmărind să finalizeze aproximativ trei sferturi dintr-o orbită și să aterizeze în Oceanul Pacific, la nord-vest de Kauai. Lansarea a dus la o defecțiune, sistemul de terminare a zborului fiind declanșat după ce separarea treptelor a eșuat.
La 22 aprilie, Evolution Space a finalizat primul său test de zbor spațial cu racheta cu combustibil solid Gold Chain Cowboy.
Virgin Orbit a declarat falimentul în baza capitolului 11 la 4 aprilie 2023. Dizolvarea companiei a dus la retragerea rachetei LauncherOne, lansarea nereușită din 9 ianuarie 2023 rămânând ultimul zbor al LauncherOne.
La 30 mai, nava nord-coreeană Chollima-1 a făcut prima încercare de lansare orbitală, transportând satelitul de recunoaștere militară Malligyong-1. Cu toate acestea, lansarea nu a reușit să atingă orbita atunci când a doua treaptă s-a aprins prea devreme în timpul misiunii. Vehiculul de lansare s-a prăbușit în Marea Galbenă.
La 5 iulie, racheta Ariane 5 a companiei Arianespace și-a efectuat ultima misiune.
La 12 iulie, racheta Zhuque-2 a LandSpace, aflată la al doilea zbor, a devenit prima rachetă din lume alimentată cu metan care a reușit să ajungă pe orbită.
La 5 septembrie, versiunea lansată de pe mare a vehiculului de lansare Ceres-1, denumită Ceres-1S, a debutat cu succes.
La 18 noiembrie 2023, SpaceX Starship a încercat al doilea test de zbor, de data aceasta a ajuns pe orbită, devenind prima rachetă super-grea reutilizabilă din SUA care a intrat în spațiu, deși prima treaptă a explodat la scurt timp după separare, iar a doua treaptă a fost pierdută la aproape opt minute după lansare.
În decembrie 2023, SUA au doborât recordul mondial al celor mai multe lansări efectuate de o națiune (108), deținut de Uniunea Sovietică în 1982. În aceeași lună, au finalizat a 200-a aterizare cu succes a rachetei Falcon cu propulsie autonomă în port spațial.

### Gestionarea resturilor spațiale și a sateliților
La 27 ianuarie, ESA a raportat demonstrația cu succes a tehnologiei satelitului de deorbitare, ADEO (Drag Augmentation Deorbiting System), care ar putea fi utilizată prin măsuri de atenuare a deșeurilor spațiale.
În aprilie, presa chineză a raportat pentru prima dată despre testele efectuate cu celule solare organice flexibile pe baloane aflate la 35 km în stratosferă.
La 29 iulie, o rachetă Falcon Heavy a lansat satelitul de comunicații Jupiter-3 (EchoStar-24) pe orbita geosincronă. Cu o masă de peste 9 tone, Jupiter-3 al EchoStar este cel mai greu satelit geostaționar lansat vreodată.
La 1 iunie, Caltech a raportat prima demonstrație reușită de energie solară din spațiu prin intermediul navei sale spațiale SSPD-1.

## Lansări orbitale și suborbitale
| Lună       | Num. succese | Num. eșecuri | Num. eșecuri parțiale |
| ---------- | ------------ | ------------ | --------------------- |
| Ianuarie   | 14           | 2            | 0                     |
| Februarie  | 12           | 0            | 0                     |
| Martie     | 22           | 2            | 0                     |
| Aprilie    | 11           | 1            | 0                     |
| Mai        | 19           | 1            | 0                     |
| Iunie      | 13           | 0            | 0                     |
| Iulie      | 18           | 0            | 0                     |
| August     | 21           | 1            | 0                     |
| Septembrie | 21           | 2            | 0                     |
| Octombrie  | 17           | 0            | 0                     |
| Noiembrie  | 15           | 1            | 0                     |
| Decembrie  | 28           | 0            | 1                     |
| Total      | 210          | 11           | 1                     |

## Activități extravehiculare (EVA)
| Dată start/Timp    | Durată          | Misiune                         | Echipaj                          | Note |
| ------------------ | --------------- | ------------------------------- | -------------------------------- | --- |
| 20 ianuarie 13:14  | 7 ore 21 minute | Expedition 68 ISS Quest         | Koichi Wakata Nicole Mann        | Koichi Wakata și Nicole Mann au pregătit laboratorul pentru sosirea unei alte perechi de panouri solare noi în cursul acestui an. Ei au terminat cea mai mare parte a lucrărilor de instalare a kit-ului de modificare pe canalul 1B, dar din cauza constrângerilor de timp, echipele de la sol au instruit astronauții să se întoarcă la ecluză înainte de a putea termina strângerea unui șurub pe loncherul final pentru al doilea suport de montare. Această sarcină va fi finalizată într-o viitoare activitare extravehiculară. Aceasta a fost prima plimbare spațială pentru ambii astronauți. |
| 2 februarie 12:45  | 6 ore 41 minute | Expedition 68 ISS Quest         | Nicole Mann Koichi Wakata        | Astronauții Koichi Wakata și Nicole Mann au pregătit instalarea setului final de panouri solare de nouă generație iROSA, care urmează să fie instalat pe ISS în această vară. |
| 9 februarie 9:10   | 7 ore 6 minute  | Shenzhou 15 TSS Wentian airlock | Fei Junlong Zhang Lu             | Ei au finalizat o serie de sarcini, inclusiv instalarea unei pompe externe pe modulul-laborator Mengtian. Este cea mai lungă plimbare spațială chineză de până acum. |
| 28 februarie ??:?? | ? ore ? minute  | Shenzhou 15 TSS Wentian airlock | Fei Junlong Zhang Lu             | În timpul celor patru plimbări în spațiu (inclusiv una din 9 februarie 2023), cei trei astronauți ai echipajului Shenzhou 15 au lucrat împreună în interiorul și în afara cabinei și au finalizat cu succes taskurile. Nu există detalii legate de durata activităților extavehiculare. |
| 30 martie ??:??    | ? ore ? minute  | Shenzhou 15 TSS Wentian airlock | Fei Junlong Zhang Lu             | În timpul celor patru plimbări în spațiu (inclusiv una din 9 februarie 2023), cei trei astronauți ai echipajului Shenzhou 15 au lucrat împreună în interiorul și în afara cabinei și au finalizat cu succes taskurile. Nu există detalii legate de durata activităților extavehiculare. |
| 15 aprilie ??:??   | ? ore ? minute  | Shenzhou 15 TSS Wentian airlock | Fei Junlong Zhang Lu             | În timpul celor patru plimbări în spațiu (inclusiv una din 9 februarie 2023), cei trei astronauți ai echipajului Shenzhou 15 au lucrat împreună în interiorul și în afara cabinei și au finalizat cu succes taskurile. Nu există detalii legate de durata activităților extavehiculare. |
| 19 aprilie 01:40   | 7 ore 55 minute | Expedition 69 ISS Poisk         | Serghei Prokofiev Dmitri Petelin | A noua dintr-o serie de plimbări în spațiu pentru a echipa Nauka și pentru a pregăti ERA (brațul robotic european) pentru operațiuni. Aceasta a fost cea mai lungă plimbare spațială a acestei expediții și una critică pentru activarea laboratorului. |
| 28 aprilie 13:11   | 7 ore 1 minut   | Expedition 68 ISS Quest         | Stephen Bowen Sultan Al Neyadi   | Bowen și Al Neyadi, care a devenit primul astronaut arab care a efectuat o plimbare spațială, au pregătit instalarea unui nou set de panouri solare de generație nouă iROSA, în iunie. |
| 4 mai 20:00        | 7 ore 11 minute | Expedition 69 ISS Poisk         | Serghei Prokofiev Dmitri Petelin | A zecea dintr-o serie de plimbări în spațiu pentru a echipa Nauka și pentru a pregăti ERA (brațul robotic european) pentru operațiuni. Comandantul expediției 69 Serghei Prokofiev și iniginerul de zbor Dmitri Petelin au supravegheat mutarea sasului de pe partea laterală a unui modul pe partea altuia pe segmentul rusesc al stației spațiale. |
| 12 mai 15:47       | 5 ore 14 minute | Expedition 69 ISS Poisk         | Serghei Prokofiev Dmitri Petelin | A unsprezecea dintr-o serie de plimbări în spațiu pentru a echipa Nauka și pentru a pregăti ERA (brațul robotic european) pentru operațiuni. |
| 9 iunie 13:15      | 6 ore 3 minute  | Expedition 69 ISS Quest         | Stephen Bowen Warren Hoburg      | Astronauții Steve Bowen și Woody Hoburg de la NASA au ieșit din sasul Quest al stației și au instalat un IROSA (International Space Station Roll-Out Solar Array) modernizat pe canalul de alimentare 1A de pe grinda de tribord a stației. Sarcina a inclus îndepărtarea șuruburilor, desfășurarea rolelor și instalarea cablurilor înainte ca panoul solar să fie preluat de Hoburg cu ajutorul Canadarm 2 și instalat pe canalul solar 1A de pe trunchiul S4. Matricea a fost desfășurată la ora 16:32 și a primit energie. |
| 15 iunie 12:42     | 5 ore 35 minute | Expedition 69 ISS Quest         | Stephen Bowen Warren Hoburg      | Astronauții NASA Steve Bowen și Woody Hoburg au ieșit din sasul Quest al stației pentru a instala ultima instalație IROSA (International Space Station Roll-Out Solar Array) modernizată pe canalul de alimentare 1B de pe grinda de tribord a stației. Sarcina a inclus îndepărtarea șuruburilor, desfășurarea rolelor și instalarea cablurilor înainte ca panoul solar să fie preluat de Hoburg cu ajutorul Canadarm 2 și instalat pe panoul solar 1B de pe grinda S6. Matricea a fost desfășurată la ora 16:51 și a primit energie. Ca parte a sarcinii getahead, au acoperit cablurile cu MLI și au fixat lonjeroanele, au mutat dispozitivele de fixare a picioarelor în interior și au stivuit grinzile de susținere pe structura de susținere a zborului în vederea eliminării. |
| 22 iunie 14:24     | 6 ore 24 minute | Expedition 69 ISS Poisk         | Serghei Prokofiev Dmitri Petelin | Prokofiev și Petelin au ieșit din sasul Poisk și au tras un cablu Ethernet către cadrul de experimente din port de pe modulul de servicii Zvezda, au instalat un radio de transmisie de date pe cadrul portului, au scos experimentele din modulul de servicii Zvezda, au fotografiat Zvezda, inclusiv propulsoarele, pentru a putea remedia scurgerea, au inspectat o antenă și au recuperat containerele Biorisk. Ca un avans, au curățat geamurile segmentului rusesc și au repoziționat unitatea de măsurare a fumului. |
| 20 iulie 05:45     | 7 ore 55 minute | Shenzhou 16 TSS Wentian airlock | Jing Haipeng Zhu Yangzhu         | Au instalat și ridicat suportul pentru camera panoramică B a modulului central, au deblocat și ridicat camera panoramică A/B a modulului de laborator Mengtian. Zhu Yangzhu a devenit primul inginer de zbor chinez care a efectuat o activitate extravehiculară. |
| 9 august 14:44     | 6 ore 35 minute | Expedition 69 ISS Poisk         | Serghei Prokofiev Dmitri Petelin | A douăsprezecea și ultima ieșire în spațiu pentru a echipa Nauka și pentru a pregăti ERA pentru operațiuni. Ambii cosmonauți s-au aventurat în afara sasului Poisk al stației pentru a atașa trei scuturi anti-deșeuri la modulul Rassvet. De asemenea, ei au testat robustețea ultimei dotări a MLM, numită postul de lucru portabil ERA, care va fi fixată la capătul brațului robotic european atașat la modulul laborator multifuncțional Nauka. |
| 25 octombrie 17:49 | 7 ore 41 minute | Expedition 70 ISS Poisk         | Oleg Kononenko Nikolai Chub      | Cosmonauții s-au aventurat afară și au instalat un mini-experiment radar pe Nauka, au lansat un CubeSat care va testa pânzele solare, au fotografiat radiatorul RTOd și au închis supapele pentru a izola radiatorul, au ventilat lichidul de răcire rezidual, astfel încât să se poată face planuri pentru a repara o conductă de răcire care prezintă scurgeri și care a întârziat două ieșiri în spațiu ale americanilor. În timpul uneia dintre aerisiri, Kononenko a fost stropit și lichidul de răcire a ajuns pe una dintre legăturile sale. Cablul de ancorare a fost pus într-un sac de gunoi și depozitat în exterior pentru a-l decontamina, în timp ce costumul lui Kononenko a fost șters pentru a preveni pătrunderea lichidului de răcire în stație. În timpul desfășurării satelitului, brațele telescopice nu au ieșit, iar controlorii de la sol lucrează pentru a le desfășura manual, astfel încât satelitul să poată urmări soarele.             |
| 1 noiembrie 12:05  | 6 ore 42 minute | Expedition 70 ISS Quest         | Jasmin Moghbeli Loral O'Hara     | Moghbeli și O'Hara au îndepărtat un dispozitiv în vederea pregătirii pentru sosirea lonjeroanelor și a panourilor solare IROSA în 2025. De asemenea, ei au înlocuit un rulment Trundle deteriorat care le dăduse bătăi de cap în trecut și au uns șinele înainte de instalarea noului rulment Trundle pe SARJ-ul din port. Sarcina principală de a prelua antena SASA de pe ESP2 pentru ca aceasta să poată fi returnată pe Pământ cu SpaceX CRS-29 a fost mutată la următoarea ieșire în spațiu din cauza unor probleme legate de îndepărtarea capacelor de pe SARJ. O'Hara nu a fost fixat corespunzător în timpul îndepărtării și a trebuit să fie ajutat de Moghbeli pentru a reuși să fixeze capacul. În timpul ieșirii în spațiu, s-a pierdut sacul care conținea pistolul de ungere. Aceasta a fost cea de-a patra ieșire în spațiu exclusiv feminină pe stație, după cele trei ieșiri în spațiu ale Christinei Koch și Jessicăi Meir în timpul Expediției 61. |
| 21 decembrie 6:10  | 7 ore 25 minute | Shenzhou 17 TSS Wentian airlock | Tang Hongbo Tang Shengjie        | Sarcinile au inclus un test de reparare a panourilor solare ale modulului central Tianhe, care au suferit daune minore cauzate de impactul cu resturi spațiale și micrometeoroizi. |

## Statistici lansări orbitale

### După țară
Numărul anual al lansărilor orbitale pe țară atribuie fiecare zbor țării de origine a vehiculului de lansare, nu furnizorului de servicii de lansare sau portului spațial. De exemplu, lansările Electron de la Mahia din Noua Zeelandă sunt incluse la SUA.
| Țară  | Țară              | Lansări | Reușite | Eșecuri | Eșecuri parțiale | Note |
| ----- | ----------------- | ------- | ------- | ------- | ---------------- | --- |
|       | Statele Unite     | 115     | 108     | 6       | 1                | Include lansări Electron de la Mahia. A doborât recordul mondial al celor mai multe lansări efectuate de o națiune (108), deținut de Uniunea Sovietică în 1982. |
|       | China             | 67      | 66      | 1       | 0                | |
|       | Rusia             | 19      | 19      | 0       | 0                | |
|       | India             | 7       | 7       | 0       | 0                | |
|       | Uniunea Europeană | 3       | 3       | 0       | 0                | |
|       | Japonia           | 3       | 2       | 1       | 0                | |
|       | Coreea de Nord    | 3       | 1       | 2       | 0                | |
|       | Coreea de Sud     | 2       | 2       | 0       | 0                | |
|       | Iran              | 2       | 1       | 1       | 0                | |
|       | Israel            | 1       | 1       | 0       | 0                | |
| Total | Total             | 222     | 210     | 11      | 1                | |

### După rachetă
- Ceres-1
- Chŏllima 1
- Electron
- Falcon 9 nou
- Falcon 9 refolosit
- Falcon Heavy
- H-IIA
- H3
- Kuaizhou-1A
- Long March 2
- Long March 3
- Long March 4
- Long March 5
- Long March 6
- Long March 7
- Long March 11
- Soiuz-2
- Soiuz-2-1v
- PSLV
- GSLV
- LVM 3
- SSLV
- Ariane 5
- Atlas V
- Hyperbola-1
- Proton-M
- Starship
- Zhuque-2
- Altele

### După port spațial
- Jiuquan
- Marea Chinei de Sud
- Taiyuan
- Wenchang
- Xichang
- Marea Galbenă
- Kourou
- Satish Dhawan
- Shahroud
- Palmachim
- Tanegashima
- Baikonur
- Mahia
- Sohae
- Plesetsk
- Vostochny
- Naro
- Jeju
- Cornwall
- Cape Canaveral
- Kennedy
- MARS
- PSCA
- Starbase
- Vandenberg

| Sit                 | Țară           | Lansări | Reușite | Eșecuri | Eșecuri parțiale | Note                   |
| ------------------- | -------------- | ------- | ------- | ------- | ---------------- | ---------------------- |
| Baikonur            | Kazahstan      | 9       | 9       | 0       | 0                |                        |
| Cape Canaveral      | Statele Unite  | 59      | 58      | 1       | 0                |                        |
| Cornwall            | Regatul Unit   | 1       | 0       | 1       | 0                | Prima lansare          |
| Jeju                | Coreea de Sud  | 1       | 1       | 0       | 0                | Prima lansare          |
| Jiuquan             | China          | 36      | 35      | 1       | 0                |                        |
| Kennedy             | Statele Unite  | 13      | 13      | 0       | 0                |                        |
| Kourou              | Franța         | 3       | 3       | 0       | 0                |                        |
| Mahia               | Noua Zeelandă  | 7       | 6       | 1       | 0                |                        |
| MARS                | Statele Unite  | 3       | 3       | 0       | 0                |                        |
| Naro                | Coreea de Sud  | 1       | 1       | 0       | 0                |                        |
| PSCA                | Statele Unite  | 1       | 0       | 1       | 0                |                        |
| Palmachim           | Israel         | 1       | 1       | 0       | 0                |                        |
| Plesetsk            | Rusia          | 7       | 7       | 0       | 0                |                        |
| Satish Dhawan       | India          | 7       | 7       | 0       | 0                |                        |
| Shahroud            | Iran           | 2       | 1       | 1       | 0                |                        |
| Sohae               | Coreea de Nord | 3       | 1       | 2       | 0                |                        |
| Marea Chinei de Sud | China          | 2       | 2       | 0       | 0                |                        |
| Starbase            | Statele Unite  | 2       | 0       | 2       | 0                | Prima lansare orbitală |
| Taiyuan             | China          | 9       | 9       | 0       | 0                |                        |
| Tanegashima         | Japonia        | 3       | 2       | 1       | 0                |                        |
| Vandenberg          | Statele Unite  | 29      | 28      | 0       | 1                |                        |
| Vostochny           | Rusia          | 3       | 3       | 0       | 0                |                        |
| Wenchang            | China          | 4       | 4       | 0       | 0                |                        |
| Xichang             | China          | 15      | 15      | 0       | 0                |                        |
| Marea Galbenă       | China          | 1       | 1       | 0       | 0                |                        |
| Total               | Total          | 222     | 210     | 11      | 1                |                        |

## Statistici zboruri suborbitale

### După țară
Numărul anual al lansărilor suborbitale pe țară atribuie fiecare zbor țării de origine a rachetei, nu furnizorului de servicii de lansare sau portului spațial. Zborurile destinate să zboare sub 80 km sunt omise.
| Țară  | Țară           | Lansări | Reușite | Eșecuri | Eșecuri parțiale | Note |
| ----- | -------------- | ------- | ------- | ------- | ---------------- | ---- |
|       | Brazilia       | 3       | 3       | 0       | 0                |      |
|       | Canada         | 7       | 6       | 1       | 0                |      |
|       | China          | 2       | 2       | 0       | 0                |      |
|       | Franța         | 2       | 2       | 0       | 0                |      |
|       | Iran           | 2       | 2       | 0       | 0                |      |
|       | Germania       | 1       | 0       | 1       | 0                |      |
|       | Israel         | 1       | 1       | 0       | 0                |      |
|       | Coreea de Nord | 7       | 7       | 0       | 0                |      |
|       | Coreea de Sud  | 1       | 1       | 0       | 0                |      |
|       | Pakistan       | 3       | 2       | 1       | 0                |      |
|       | Japonia        | 1       | 1       | 0       | 0                |      |
|       | Rusia          | 5       | 4       | 1       | 0                |      |
|       | Turcia         | 1       | 1       | 0       | 0                |      |
|       | Statele Unite  | 39      | 35      | 4       | 0                |      |
| Total | Total          | 77      | 69      | 8       | 0                |      |